# Loi 17 du football

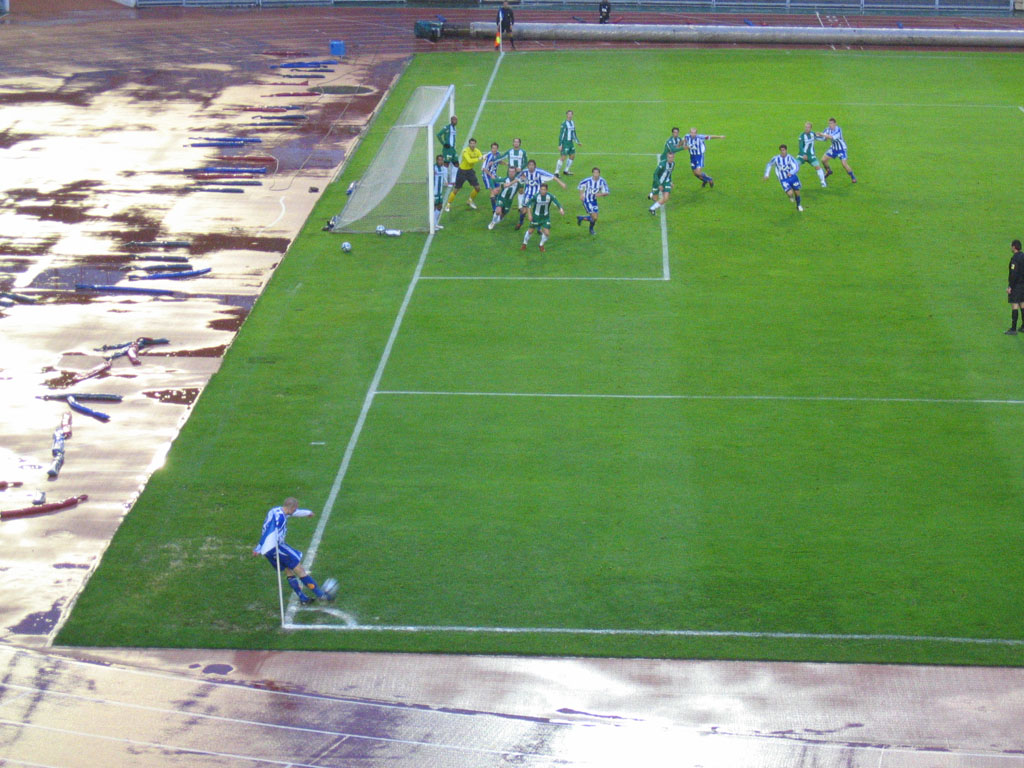
Coup de pied de coin.

La loi 17 du football intitulée corner fait partie des lois du jeu régissant le football, maintenues par l'International Football Association Board (IFAB). Le « corner » (de l'anglais corner kick, prononcé cornère en français), aussi appelé coup de pied de coin (en Belgique coup de coin). C'est l’une des manières de reprendre le jeu.

## Introduction
Un corner (coup de pied de coin) est accordé quand le ballon, touché en dernier par un joueur de l’équipe défendante, a entièrement franchi la ligne de but, à terre ou en l’air, sans qu’un but ait été marqué.
Depuis 2025 un corner est également accordé lorsqu'un gardien a gardé la balle en main plus de huit secondes.
Un but peut être marqué directement sur corner, mais uniquement contre l’équipe adverse ; si le ballon pénètre directement dans le but de l’exécutant, un corner sera accordé à l’adversaire.

## Procédure

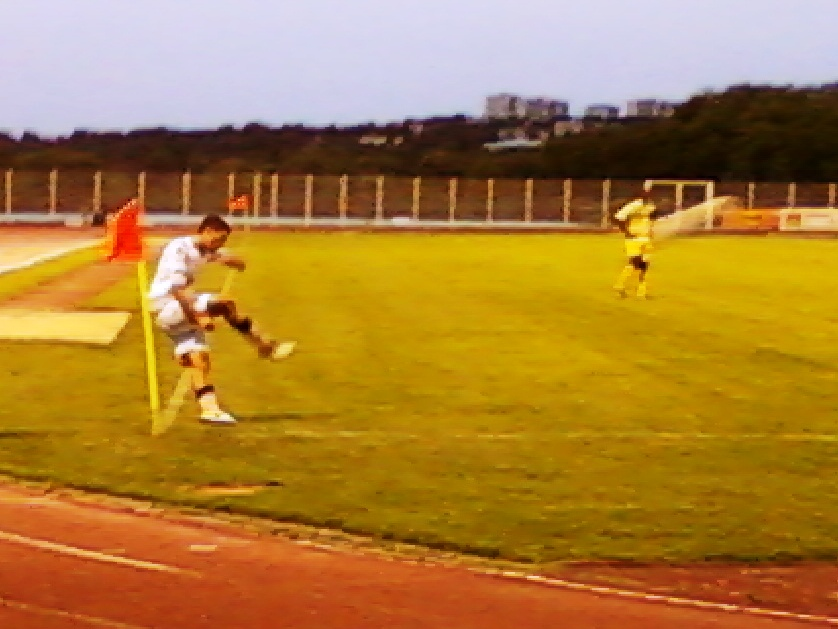
Joueur bottant un corner.

- Le ballon doit être positionné dans la surface de coin la plus proche de l’endroit où le ballon a franchi la ligne de but, ou de l'endroit où se trouvait le gardien si celui-ci a gardé le ballon en main plus de huit secondes.
- Le ballon doit être immobile et doit être botté par un joueur de l’équipe qui attaque.
- Le ballon est en jeu lorsqu’il a été botté et a clairement bougé, même s’il n’est pas sorti de la surface de coin.
- Le drapeau de coin ne peut être enlevé.
- Les adversaires doivent se tenir au moins à 9,15 m de la surface de coin jusqu’à ce que le ballon soit en jeu.

## Infractions et sanctions
Si, une fois que le ballon est en jeu, l’exécutant retouche le ballon avant que celui-ci ait été touché par un autre joueur, un coup franc indirect est accordé. Et si l’exécutant commet une main : 
- un coup franc direct est accordé ;
- un penalty est accordé si l’infraction s’est produite à l’intérieur de la surface de réparation de l’exécutant, sauf si celui-ci était le gardien de but auquel cas un coup franc indirect est accordé

Si un joueur effectuant correctement un corner botte intentionnellement – mais pas de manière imprudente, inconsidérée ou violente – le ballon contre un adversaire afin de pouvoir ensuite le rejouer, l’arbitre doit permettre au jeu de se poursuivre. 
Pour toute autre infraction, le corner doit être rejoué.